# Parviz Kimiavi
Parviz Kimiavi (Teherán, 1939) es un director de cine, editor, actor y guionista iraní. Kimiavi es una de las figuras más destacadas del cine persa del siglo XX y sus producciones cinematográficas ganaron premios en importantes eventos a nivel mundial como el Berlinale, el Festival Internacional de Cine de Chicago y el Festival Internacional de Cine de Amiens.

## Carrera
Kimiavi nació en Teherán en 1939. En su juventud se trasladó a Francia para estudiar fotografía y cine en l'École Louis Lumière y en el Institut des hautes études cinématographiques. A comienzos de la década de 1960 debutó en la dirección, inicialmente enfocándose en cortometrajes y películas documentales. En 1963 estrenó su primer corto, Le dernier whisky, producido en Francia. A partir de ese momento realizó realizó casi una decena de documentales hasta que en 1973 publicó su primer largometraje, la película de drama y aventuras Mogholha (Los mongoles), que fue nominada a un Premio Hugo en la categoría de mejor película en el Festival Internacional de Cine de Chicago. The Garden of Stones de 1979 fue condecorada con el Oso de Plata en la edición número 26 del Festival Internacional de Cine de Berlín.
Su siguiente largometraje, la comedia O.K. Mister de 1979, ganó el premio en la categoría de mejor película entregado en el Festival Internacional de Cine de Amiens en 1980. La película contó con la participación protagónica del reconocido actor iraní Farrokh Ghaffari. A partir de entonces se dedicó principalmente a realizar documentales para televisión, publicando su último largometraje, The Old Man and His Stone Garden, en 2004.

## Filmografía

### Como director
- The Old Man and His Stone Garden (Piremard va bagh-e sangi'ash, 2004)
- Iran Is My Homeland (Iran sara-ye man ast, 1999)
- Simone Weil (1988) (TV)
- Zourkhaneh: The House of Strength (Zourkhaneh: La maison de force, 1988) (TV)
- Blue Jeans (Blue jean, Le, 1984) (TV)
- Oswaldo Rodriguez (1983) (TV)
- Portrait of a Tunisian Boy (Portrait d'un jeune Tunisien, 1982) (TV)
- La Tranche (Tranche, La, 1981) (TV)
- OK Mister! (1979)
- The Garden of Stones (Bagh-e Sangi, 1976)
- The Mongols (Mogholha, 1973)
- P Like Pelican (P mesle pelican, 1972)
- Gowharshad Mosque (Masjed-e gowharshad, 1971)
- Mashhad's Bazaar (Bazar-e mashhad, 1970)
- From Bojnurd to Quchan (Bojnurd ta quchan, 1970)
- Shiraz 70 (Shiraz-e 70, 1970)
- Oh Guardian of Deers (Ya zamen-e ahu, 1970)
- The Hills of Qaytariyeh (Tappehaye qaytariyeh, 1969)

## Premios y distinciones
Festival Internacional de Cine de Berlín
| Año  | Categoría    | Película     | Resultado |
| ---- | ------------ | ------------ | --------- |
| 1976 | Oso de Plata | Baghé sangui | Ganador   |

| Evento                                    | Fecha | Premio/Reconocimiento   | Producción  | Resultado |
| ----------------------------------------- | ----- | ----------------------- | ----------- | --------- |
| Festival Internacional de Cine de Chicago | 1973  | Premio Hugo             | Mogholha    | Nominado  |
| Festival Internacional de Cine de Amiens  | 1980  | Premio Unicornio de Oro | O.K. Mister | Ganador   |